# Le Manoir aux filles
Pour plus de détails, voir Fiche technique et Distribution.
Le Manoir aux filles (Ragazza tutta nuda assassinata nel parco) est un giallo hispano-italien réalisé par Alfonso Brescia, sorti en 1972. 

## Synopsis
Un milliardaire, Johan Wallenberger, est assassiné dans le train fantôme d'une fête foraine. Avant de mourir, il a signé une assurance-vie élevée et sa compagnie d'assurances demande à leur meilleur enquêteur, Chris Buyer, de s'infiltrer dans la famille du défunt pour tenter de démasquer celui ou celle qui a assassiné leur client. Après avoir dragué l'une de ses filles, la fragile Catherine, en se faisant passer pour un journaliste, il réussit à pénétrer dans le manoir des Wallenberger. Il y rencontre la veuve de Johan, une femme alcoolique, sa seconde fille Barbara, une nymphomane ou encore le personnel dont Günther, le garçon d'écurie muet. Alors que Buyer enquête et se rapproche de Barbara, Catherine est harcelée par des appels téléphoniques et semble être suivie par un inconnu. Mais sa sœur est retrouvée égorgée dans le parc familial et leur mère est également tuée. Un tueur sème le carnage dans le manoir...

## Fiche technique
- Titre original italien : Ragazza tutta nuda assassinata nel parco
- Titre espagnol : Joven de buena familia suspechosa de asesinado
- Titre français : Le Manoir aux filles
- Réalisation : Alfonso Brescia
- Scénario : Peter Skerl et Gianni Martucci
- Montage : Roberto Fandiño et Rolando Salvatori
- Musique : Carlo Savina
- Photographie : Alfonso Nieva
- Production : Luigi Mondello
- Sociétés de production : Dauro Films et Luis Film
- Société de distribution : Florida Cinematografica
- Pays de production :  Italie,  Espagne
- Langue originale : italien
- Format : couleur
- Genre : giallo
- Durée : 92 minutes
- Date de sortie : 
  - Italie : 30 mai 1972

## Distribution
- Robert Hoffmann : Chris Buyer
- Irina Demick : Magda Wallenberger
- Pilar Velázquez : Catherine Wallenberger
- Howard Ross : Günther
- Patrizia Adiutori : Barbara Wallenberger
- Adolfo Celi : inspecteur Huber
- Philippe Leroy : Martin
- Agustín Bescos : un invité à la fête (non crédité)
- Tomás Blanco : le directeur de la compagnie d'assurances (non crédité)
- Teresa Gimpera : Kirsty Buyer (non créditée)
- Franco Ressel : Bruno, le majordome (non crédité)
- María Vico : Sybil, la servante (non créditée)